# Georges Simenon
« Simenon » redirige ici. Pour les autres significations, voir Simenon (homonymie).
 (février 2017).
Georges Simenon, né le 13 février 1903 à Liège (Belgique) et mort le 4 septembre 1989 à Lausanne (Suisse), est un romancier belge francophone.
L'abondance et le succès de ses romans policiers — dont les Maigret — éclipsent en partie le reste de son œuvre très riche : 193 romans, 158 nouvelles, plusieurs œuvres autobiographiques et de nombreux articles et reportages publiés sous son propre nom, ainsi que 176 romans, des dizaines de nouvelles, contes galants et articles parus sous 27 pseudonymes. Il est l'auteur belge le plus lu dans le monde. Les tirages cumulés de ses livres atteignent 550 millions d’exemplaires. Georges Simenon est, selon l'Index Translationum de l'UNESCO, le dix-septième auteur toutes nationalités confondues, le troisième auteur de langue française après Jules Verne et Alexandre Dumas, et l'auteur belge le plus traduit dans le monde (3 500 traductions en 47 langues).
André Gide, André Thérive et Robert Brasillach sont parmi les premiers hommes de lettres à le reconnaître comme un grand écrivain. André Gide, fasciné par la créativité de Georges Simenon qu'il avait souhaité rencontrer dès son succès policier, le questionna à maintes reprises, échangea une correspondance quasi hebdomadaire pour suivre les méandres créatifs de cet écrivain populaire et prit la surprenante manie d'annoter en marge tous ses romans, pour conclure en 1939 : 

« Simenon est un romancier de génie et le plus vraiment romancier que nous ayons dans notre littérature d'aujourd'hui. »

## Biographie

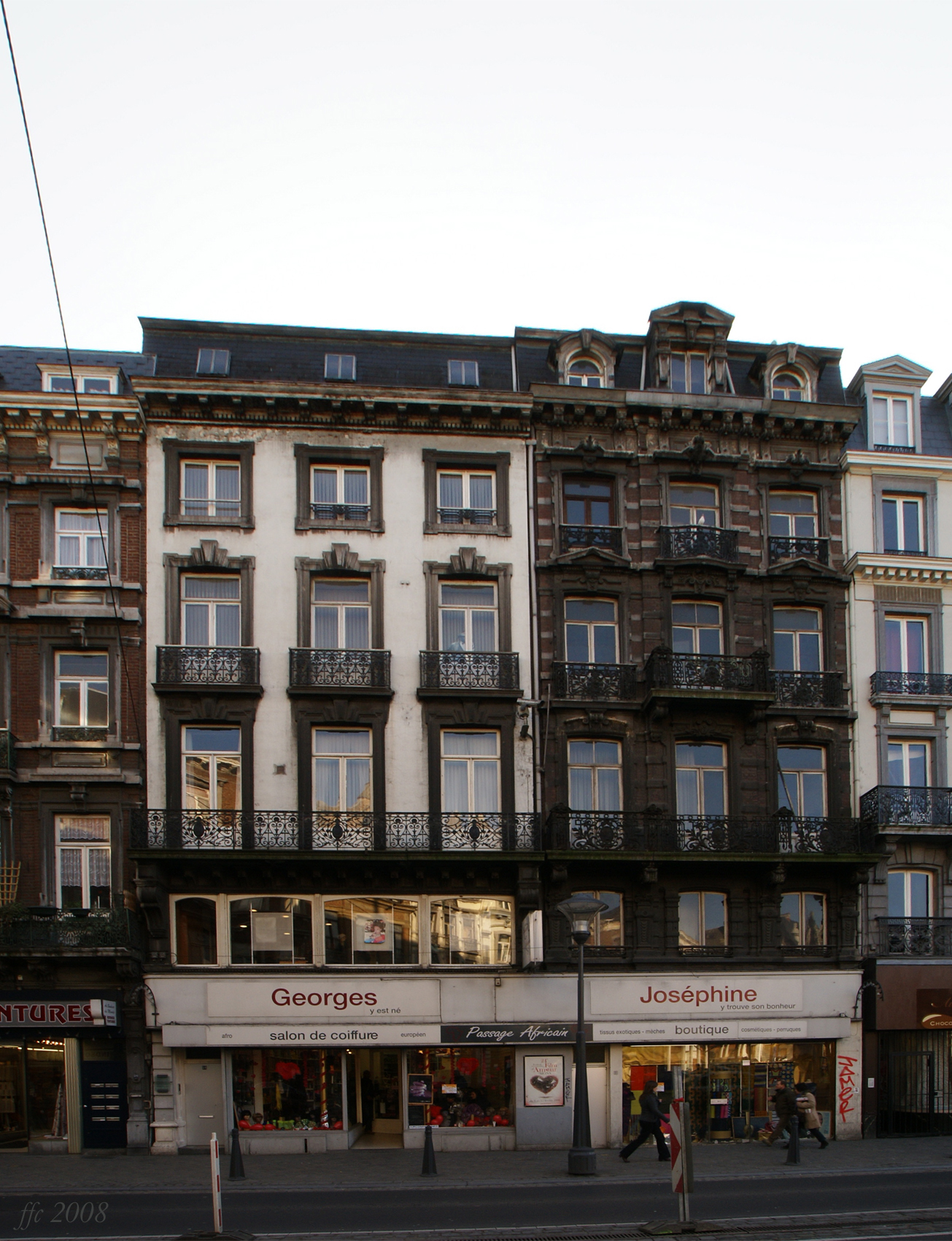
Maison natale de Georges Simenon, rue Léopold, en face de l'actuelle place du Commissaire Maigret. À noter le clin d’œil des enseignes commerciales, dénommées « Georges (Simenon) y est né », et à côté « Joséphine (Baker) y trouve son bonheur ».

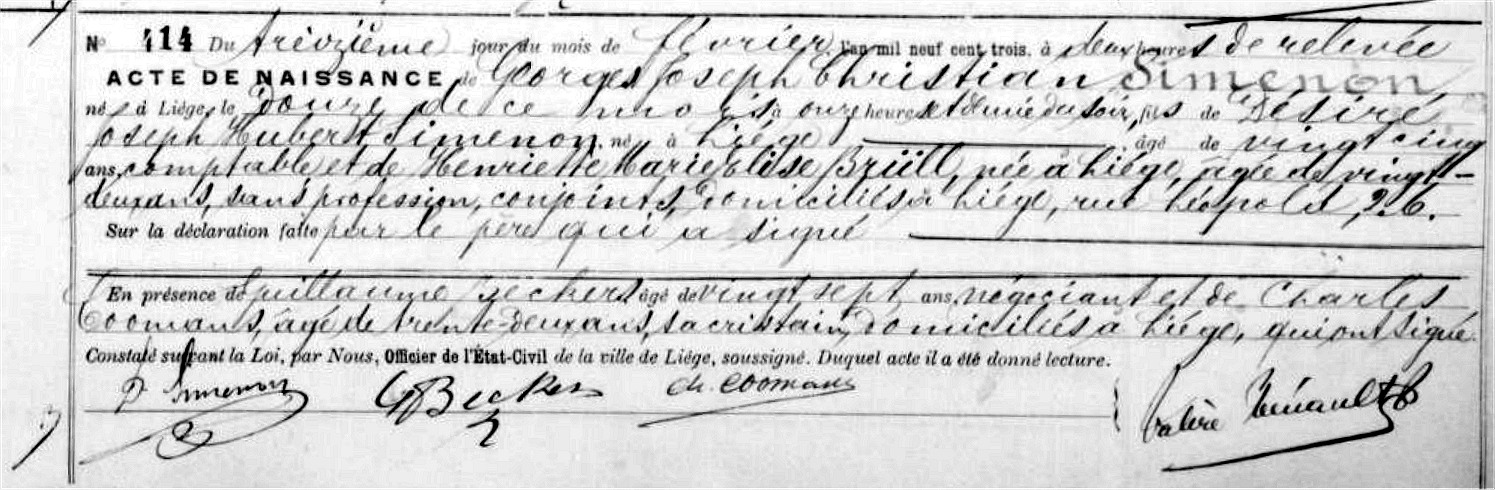
Acte de naissance de Georges Simenon déclaré le 13 février 1903 à la Ville de Liège.

Georges Joseph Christian Simenon, naît la nuit du jeudi 12 au vendredi 13 février 1903,, au 2e étage du 26 (aujourd'hui 24), rue Léopold à Liège. Son acte de naissance, en date du 12 février, porte qu'il est né « à Liège, rue Léopold, 26, le douze de ce mois, à onze heures et demie du soir ». Mais, dans Je me souviens..., son autobiographie parue en 1945, il a révélé être né « le vendredi 13 février 1903, à minuit dix » — c'est-à-dire à 0 h 10 heure locale — et que sa mère, par superstition, avait fait promettre à la sage-femme de garder secret le vrai jour de sa naissance. Il le confirmera en 1975 en demandant que la plaque commémorative apposée le 15 mai sur la façade de sa maison natale mentionne le 13 février. Pourtant, dans Au-delà de ma porte-fenêtre, paru en 1978, il reviendra sur sa déclaration en affirmant ignorer s'il était né « à minuit moins le quart le jeudi 12 février 1903, ou à minuit dix, c'est-à-dire le vendredi 13 février 1903 », ayant « cru comprendre, mais sans jamais avoir de certitude », être né le 12 « un peu avant minuit » tout en ayant entendu aussi son père dire qu'il était né « le 13 un peu après minuit ».
Il est le premier fils de Désiré Simenon, fils d'un chapelier, comptable dans un bureau d’assurances et d’Henriette Brüll, treizième enfant issue d'une famille aisée, employée dans le magasin L'Innovation, mariés le 22 avril 1902. Fin avril 1905, la famille déménage au 3, rue Pasteur (aujourd'hui 25, rue Georges Simenon) dans le quartier d’Outremeuse. On retrouve l’histoire de sa naissance au début de son roman Pedigree.
La famille Simenon est originaire du Limbourg belge, une région de basses terres proches de la Meuse, carrefour entre la Flandre, la Wallonie et les Pays-Bas (voir aussi Euregio Meuse-Rhin). La famille de sa mère est également originaire du Limbourg, mais du côté hollandais, plat pays de terres humides et de brumes, de canaux et de fermes. Du côté de sa mère, il descend de Gabriel Brüll (nl) (paysan et criminel de la bande des Verts-Boucs qui, à partir de 1726, sous le régime autrichien, écuma le Limbourg, rapinant fermes et églises, et dont les membres finirent pendus en septembre 1743 au gibet de Waubach). Cette ascendance explique peut-être l'intérêt particulier que portera le commissaire Maigret aux gens simples devenus assassins. Le Limbourg apparaît parfois dans ses romans. Simenon a ainsi logé quelques semaines à Neeroeteren, notamment dans une maison qui lui inspira le roman La Maison du canal.

### Sa jeunesse à Liège, de 1906 à 1918
Le 21 septembre 1906, naît son frère Christian qui sera l’enfant préféré de sa mère, ce qui marquera profondément Georges. Ce malaise se retrouve dans des romans comme Pietr-le-Letton et Le Fond de la bouteille. Il apprend à lire et à écrire dès l’âge de trois ans à l’école Sainte-Julienne pour les petits. À partir de septembre 1908, il suit ses études primaires à l’institut Saint-André où, durant les six années qu’il y passera jusqu’en juillet 1914, il se classera toujours dans les trois premiers.
En février 1911, la famille s’installe dans une grande maison au 53, rue de la Loi, où la mère va pouvoir louer des chambres à des locataires, étudiants ou stagiaires, de toutes confessions et origines (russe, polonaise ou belge). Ce fut pour le jeune Georges une extraordinaire ouverture au monde que l’on retrouvera dans nombre de ses romans comme Pedigree, Le Locataire ou Crime impuni. À peu près à cette époque, il devient enfant de chœur, expérience que l’on retrouvera dans L’Affaire Saint-Fiacre et dans Le Témoignage de l’enfant de chœur.
En classe de sixième, en septembre 1914, il entre au collège Saint-Louis et dès l'âge de douze ans, décide de vouer sa vie au roman. Lors de l’été 1915, il connaît sa première expérience sexuelle avec une « grande fille » de quinze ans, ce qui sera pour lui une véritable révélation, à l’encontre des préceptes de chasteté promus par les pères jésuites. Cependant il poursuivra sa scolarité dans un autre collège jésuite de Liège, le collège Saint-Servais, qui prépare aux sciences et aux lettres et où il passera trois années de sa scolarité. Mais le futur écrivain est toujours mis à l’écart par ses camarades plus fortunés et s'il s’était éloigné de la religion malgré l'enseignement reçu à Saint-Louis, il trouve au collège Saint-Servais maintes raisons de haïr les riches qui lui font sentir son infériorité sociale.
Un jour de l'année 1916, le médecin de la famille Simenon fait appeler le jeune Georges pour lui dire que son père n'a pas plus d'une année à vivre et qu'il lui faut travailler. Cette révélation bouleverse Georges. En février 1917, la famille déménage pour s’installer dans un ancien bureau de poste désaffecté du quartier d’Amercœur. En juin 1918, prétextant les problèmes cardiaques de son père, il décide d’arrêter définitivement ses études, sans même participer aux examens de fin d'année ; s'ensuivent plusieurs petits boulots sans lendemain (accompagnateur en promenade de deux soldats russes en uniforme, racontera-t-il en 1974, et commis de librairie).

### Journaliste, de 1919 à 1922 (âgé de seize à dix-neuf ans)
En janvier 1919, en conflit ouvert avec sa mère qui n'avait pas aimé qu'il ne reste que huit jours chez un pâtissier (c'était, non pas mon rêve, mais le sien), il entre comme reporter à la rubrique « faits divers » du journal très conservateur La Gazette de Liége, dirigée par Joseph Demarteau troisième du nom. Il s'en souviendra en 1974 : J'ai commencé par les chiens écrasés. Puis le rédacteur en chef a accepté que j'écrive un billet quotidien. 
Cette période journalistique est pour le jeune Simenon, âgé seulement de seize ans, une extraordinaire expérience qui lui permet d’explorer les dessous de la vie d’une grande ville, ceux de la politique, mais aussi de la criminalité, de fréquenter et pénétrer la vie nocturne réelle, de connaître les dérives dans les bars et les maisons de passe ; elle lui permet aussi d’apprendre à rédiger de façon efficace. Il écrira plus d'un millier d'articles sous plusieurs pseudonymes, dont 150 sous le pseudonyme « G. Sim ». Durant cette période, il s’intéresse particulièrement aux enquêtes policières et assiste aux conférences sur la police scientifique données par le criminaliste français Edmond Locard. Outre ces thèmes que l'on retrouvera plus tard dans ses romans, l'influence catholique et « réactionnaire » de La Gazette de Liége l'ont conduit à signer, sous le titre « Le Péril juif », une série de 17 articles pugnaces, radicalement et fortement antisémites. Simenon méprisait également les grévistes, le mouvement dada, et manifestait « un antisocialisme radical à relents populistes, un anticommunisme caustique [et] un antimaçonnisme de circonstance ».
En juin 1919, la famille déménage à nouveau pour revenir dans le quartier d’Outremeuse, dans la rue de l’Enseignement. Simenon y rédige son premier roman, Au pont des Arches, publié en 1921 sous son pseudonyme de journaliste. À partir de novembre 1919, il publie les premiers de 800 billets d’humeur, sous le nom de Monsieur Le Coq (jusqu’en décembre 1922). Durant cette période, il approfondit sa connaissance du milieu de la nuit, des prostituées, de l’ivresse d’alcool, des garçonnières en ville. Parmi ses fréquentations, des anarchistes, des artistes bohèmes et même deux futurs assassins, qu’on retrouvera dans son roman Les Trois Crimes de mes amis (1938). Il fréquente aussi un groupe artistique dénommé « La Caque », mais sans réellement s'investir. C'est cependant dans ce milieu qu’il rencontre l'éditeur Robert Denoël et une étudiante en Beaux-Arts, Régine Renchon, qu’il épousera en mars 1923. Dans Quand j'étais vieux, Simenon évoque l'influence qu'ont eue sur lui le journal de la FGTB liégeoise La Wallonie, ainsi qu'André Renard et la grève de 1960-1961, dont les images le font souffrir et lui donnent envie d'envoyer un télégramme « à la Wallonie qui est à la tête de la révolte du peuple belge », sans qu'on puisse dire s'il s'agit du journal La Wallonie, du pays ou des deux.
Durant toute cette période pendant laquelle il fréquente des bohèmes et des marginaux, Georges commence à caresser l’idée d’une véritable rupture, qu’il concrétise après la mort de son père, sur la suggestion répétée de sa fiancée artiste-peintre Régine Renchon, dénommée affectueusement Tigy.

### à Paris, de 1923 à 1927
Le 11 décembre 1922, il débarque à Paris (seul avec ma valise, la pluie et le froid, se souviendra-t-il en 1974) pour s’installer et préparer la venue de Tigy qu'il prévoit d'épouser au printemps. 
Ce grand jeune homme blond, sûr de lui, confiant dans son avenir et plein d'une vitalité effrontée sous des apparences prudentes et timides, n'a pas choisi la vie d'artiste, puisqu'il bénéficie par l'intermédiaire de Georges Plumier, homme d'affaires, de solides recommandations auprès d'un réseau politique animant la droite française, auréolée de sa représentation à la Chambre bleu horizon. En particulier, Binet-Valmer, écrivain mondain, fondateur et animateur de la Ligue des chefs de section, une association d'anciens combattants nationalistes, s'est engagé à le prendre sous son aile. Las, Simenon découvre que cette protection ne comporte que des menus services de portefaix et de manutention sommaires mal rétribués, même si son protecteur s'est engagé à le présenter à des cercles littéraires. Vite remis de cette première désillusion, le jeune homme encore pauvre reporte son enthousiasme sur la Ville Lumière, la grande capitale des arts et découvre avec avidité ses multiples charmes.
Le jeune homme n'abandonne pas ses projets et se marie à Liège avec Tigy le 24 mars 1923. Disposant des meubles de l'épousée, qui a d'ailleurs plus de ressources financières que le mari, le couple emménage à Paris. Active, Tigy installe un atelier et peint beaucoup de portraits qu'elle expose à Montmartre. Simenon, hâbleur, sait faire la « chasse aux femmes » (il aura de nombreuses aventures, et se forge la légende de « l'homme aux dix mille femmes »), qui constituent les plus importants modèles de Tigy. Avec son épouse, Georges Simenon approfondit sa connaissance des arts. Il est attiré par la gravure et la sculpture et poursuit inlassablement sa découverte, commencée à Liége, de la peinture impressionniste. Jeune poète sensuel, il voudrait en plus donner une troisième dimension à l'expression écrite, exalter par l'écriture une sorte de « matière des mots », donner du poids et de la consistance aux choses écrites. Dans cette quête littéraire solitaire, ce manuel qui aime toucher, sentir physiquement ce qu'il accomplit retient surtout comme maître d'écriture Gogol et ses héritiers, à commencer par Dostoïevski et le courant psychologique né des écrivains russes jusqu'à Tchekhov.
Le couple aux revenus très modestes fréquente le petit cercle des expatriés liégeois. Enfin, la recommandation au réseau parisien lui permet de s'extirper de l'obscur travail à la Ligue. 
De mai 1923 au printemps 1924, Georges Simenon travaille comme secrétaire particulier au service de Raymond d'Estutt, marquis de Tracy, propriétaire du quotidien Paris-Centre et trésorier de la Ligue des chefs de section. À ce titre, il réside entre autres au château de Tracy-sur-Loire et à celui de Paray-le-Frésil, dans l'Allier. Mais aussi 7, rue Creuse à Nevers, où le marquis louait un appartement chez M. Pinet des Ecots. Garçon de bureau chez Binet-Valmer, Simenon sortait de ce poste peu propice grâce au marquis. Chez lui, il continue à écrire des petits contes pour les journaux galants à l'eau de rose. À cette époque, il est amoureux fou de Régine, sa première épouse. Mais le marquis de Tracy n'accepte pas que celle-ci les suive dans leurs pérégrinations de chasses à grandes réceptions. Les deux jeunes mariés se cachent pour se retrouver. Simenon noircira alors jusqu'à dix lettres par jour pour Tigy.
Cette expérience dans l'Allier lui inspirera L'Affaire Saint-Fiacre écrit en 1932.
Alors que Georges Simenon pénètre les arcanes de l'aristocratie française en déclin, tant à la campagne qu'à Paris, ses premières tentatives littéraires l'amènent à fréquenter le milieu des lettres et des journalistes littéraires. Il place, racontera-t-il plus tard, beaucoup d'espérances en des contes et nouvelles, qu'il apporte à Colette, directrice littéraire du très puissant quotidien parisien Le Matin. Celle-ci lui impose des conseils de rigueur française, afin d'éviter la préciosité d'un style empâté ou pastiché : « Écrivez des histoires simples, surtout pas de littérature. » Et lorsqu'il récidive, elle lui rend le manuscrit, dépitée : « Encore trop littéraire ! » Vis-à-vis de la presse de l'après-guerre, Simenon, qui n'ignore pas la popularité de l'écrivain, immortelle égérie de la littérature française, l'appelle l'« adorable Colette » et lui fait endosser mythiquement la paternité de son style et de son œuvre. En réalité, les faits démentent cette histoire pour journalistes : nullement insensible à la beauté du jeune homme à l'accent liégeois – qu'elle appelle « mon petit Sim » – et qui, sous des airs narquois, paraît encore si timide, Colette a finalement accepté au moins deux manuscrits, nécessairement concis pour des impératifs de publication, dans la rubrique « Les mille et un matins », et dont l'un fut publié le 27 septembre 1923. Ce qui est plus probable est le rôle à longue échéance de la mondaine Madame Colette, introductrice surtout de l'écrivain reconnu auprès de la belle société.
C'est mû par ses expériences que Georges Simenon simplifie radicalement son écriture et observe avec rigueur le fonctionnement de l'écriture commerciale selon les genres : littérature enfantine d'aventures et de combats, écrits de cœur pour midinettes, histoires sensuelles pour dactylos, drames effrayants pour concierges, historiettes de gare pour voyageurs, écrits érotiques ou licences pornographiques... Il commence à écrire sous des pseudonymes de plus en plus nombreux, visite maintenant les éditeurs et diffuseurs industriels pour collecter des demandes concrètes, fréquente de moins en moins et en tous cas sans en plus rien attendre, l'oisive et futile coterie littéraire parisienne. Les jours de relâche ou de fatigue, il part encore plus souvent à la découverte des bistrots, bougnats, meublés, hôtels minables, brasseries et petits restaurants. Il observe ainsi avec encore plus d'attention le petit peuple parisien d’artisans, de concierges et d'hommes à la double vie, d'autant plus que, dès l'été 1924, le fructueux labeur du couple lui donne accès à un bel appartement au 21, place des Vosges.
Sa créativité, stimulée par les rencontres, voyages et séjours au-delà de Paris, lui assure un succès financier rapide en trois années. Passé vingt-deux ans, il abat avec sa machine à écrire deux récits de genre populaire par semaine à raison de huit heures et quatre-vingts pages par jour. À la maturité, commençant toujours à 4 heures du matin, il avoue rédiger vingt pages par d'intenses matinées et écrire invariablement un roman en onze journées, nécessairement continues.

### Voyages et reportages, de 1928 à 1932
En 1928, il entreprend un long voyage en bateau (un canot de cinq mètres équipé d’un petit moteur) dont il tire des reportages. Il y découvre l’eau et la navigation, qui deviendra un fil rouge tout au long de son œuvre. Il décide en 1929 d’entreprendre un tour de France des canaux et fait construire un bateau (un cotre), l’Ostrogoth, sur lequel il vivra jusqu’en 1931. En 1930, dans une série de nouvelles pour Détective, écrites à la demande de Joseph Kessel, apparaît pour la première fois le personnage du commissaire Maigret.
En 1932, Simenon part pour une série de voyages et de reportages en Afrique, en Europe de l’Est, en Union soviétique et en Turquie. Après une longue croisière en Méditerranée, il s’embarque pour un tour du monde en 1934 et 1935. Lors de ses escales, il effectue des reportages, rencontre de nombreux personnages et fait beaucoup de photos. À l'issue d'un trajet en Afrique, l'auteur publie un grand reportage dans la revue parisienne Voilà. Le retentissement de cet article très nettement anti-colonialiste est tel auprès du public que, quelque temps plus tard, Simenon n’obtient pas de visa du gouvernement français pour retourner sur ce continent. En fait à l’époque, un film diffusé dans les salles de cinéma et dénommé « L’Afrique qui parle » relatait la fameuse croisière noire organisée par Citroën. Inspiré, Simenon sous-titre son article : « L’Afrique vous parle, elle vous dit merde. »,.
Il en profite aussi pour découvrir le plaisir auprès des femmes sous toutes les latitudes. En avril 1977, lors d'un entretien avec son ami Federico Fellini, il avoue sur le ton de la boutade avoir effectué un petit calcul et être arrivé à un total de 10 000 femmes depuis l'âge de treize ans et demi, dont 8 000 étaient des prostituées. Sa connaissance de ce monde peut expliquer la sympathie dont fait preuve Maigret à l'égard des prostituées, comme dans Maigret et l'Indicateur, qui se passe à Pigalle.

### 1933: l'inspiration de Simenon à Charleroi
Lors de son enquête sur l’Europe de la crise, Simenon se rend à Charleroi, ville industrielle du Hainaut. Ce n’est pas son premier contact avec la ville : en 1920, Le Rappel a publié deux de ses contes et en 1921, le jeune reporter qu’il était y a suivi une course d’automobiles. Par contre, en 1933 l'écrivain prend le temps d’observer, d’enregistrer les lieux et d’entrer en contact avec les habitants. Dans cet esprit, il préfère parler avec ce qu’il appelle « les petites gens », c’est-à-dire les ouvriers. L’un de ces ouvriers l’invite au palais du Peuple, qui concentre toutes les organisations syndicales socialistes, et Simenon l’interroge sur leur situation sociale, leur manière de vivre et sur les grèves de 1932. Charleroi est touché par la crise économique, le chômage, la fermeture de charbonnages, de verreries et d’industries métallurgiques. De plus, Simenon s'imprègne des décors de la ville : les corons où habitent les ouvriers, les rues, les maisons salies par la pollution industrielle, les trams, le paysage industriel… et le palais du Peuple.
Il profite de ses trajets dans la ville pour prendre de nombreuses photos. Elles lui serviront pour illustrer le reportage Europe 33 que publiera l’année suivante Voilà. À Charleroi, Simenon fait ce qu’il fera toujours au cours de sa carrière de romancier : enregistrer dans sa mémoire un décor, dramatique ou paisible, qu’il réutilisera, peut-être des années plus tard, comme cadre spatial d’un roman. Ici, il se cadre dans le site de Charleroi pour imaginer, à l’automne de la même année, son roman Le Locataire, adapté à l’écran en 1982 par Pierre Granier-Deferre sous le titre L’Étoile du Nord, avec Philippe Noiret et Simone Signoret. Le héros du roman, Élie, est un homme en crise qui arrive dans un Charleroi en crise. Meurtrier, il vient se cacher dans une sorte de pension de famille. Pour mieux ancrer son roman dans la réalité, Simenon introduit son personnage dans les décors qu’il a vus, photographiés et mémorisés dans la ville belge. Il fera de même dans toute son œuvre, que le roman se situe à New York, à Paris, à Papeete, à Istanbul ou dans les 1 800 lieux différents qu’il a connus en voyageant,,. Il montre sa très bonne connaissance de certaines grandes villes comme Paris ou de certaines régions, comme la Vendée ; et surtout il veut avant tout procurer au lecteur le sentiment d'un climat, d'une atmosphère.

### De 1927 à 1939: la région de La Rochelle
Dans l'œuvre de Simenon, trente-quatre romans et nouvelles se situent dans ou évoquent la ville de La Rochelle. Parmi les romans dans lesquels apparaissent cette ville et sa région, on peut citer Le Testament Donadieu (1936), Le Voyageur de la Toussaint (1941) et Les Fantômes du chapelier.

« La ville ce matin-là, ressemblait au La Rochelle de certaines gravures anciennes de Mme Brun. La marée était basse, le bassin presque vide de son eau. Les barques de pêche s’étaient peu à peu couchées dans la vase qu’on voyait, épaisse, sillonnée de minces ruisseaux…
[…] Chaque jour, les lampes s'allumaient un peu plus tôt et la seconde vie de la ville commençait, celle des bonnes femmes de la campagne ou de La Rochelle, allant, silhouettes noires, se heurter comme des phalènes aux vitrines illuminées, celle des bureaux silencieux où, de la rue, on voyait des employés courbés sous des abat-jour verts, vie d’hiver plus animée dans les rues commerçantes, plus mystérieuse dans les ruelles où les becs de gaz servent de point de rendez-vous et où l’on s’étreint sous les porches.
Dans le port, l’eau sentait plus fort, les bateaux se soulevaient davantage au rythme de la marée, les poulies grinçaient et tous les petits bistrots d’alentour étaient saturés de l’odeur du rhum chaud et de la laine mouillée. »

— Extrait du Testament Donadieu
Il découvre La Rochelle en 1927, alors qu’il passe ses vacances à l’île d'Aix, fuyant l'attraction de Joséphine Baker dont il était l’amant. Cette année-là, il se découvre aussi une passion pour la navigation, et c’est lors d’une course en bateau qu’il débarque sur les quais de La Rochelle et va prendre un verre au café de la Paix qui, plus tard, devient son quartier général et sera le lieu central de son roman Le Testament Donadieu. C'est dans ce café, en 1939, qu’il apprend en écoutant la TSF la déclaration de guerre ; il commande alors une bouteille de champagne et, faisant face à l’incompréhension des présents, il dit : « Au moins, celle-là, on est sûr qu’elle ne sera pas bue par les Allemands ! »
D'avril 1932 à décembre 1934, il s’installe avec son épouse Tigy (et Boule, sa cuisinière et maîtresse) à La Richardière, une gentilhommière du XVIe siècle sise à Marsilly, qu’il utilise comme décor du château des Donadieu : « [...] ce bâtiment de pierre grise avec sa tour coiffée d’ardoises, autour duquel une allée de marronniers, un petit parc, puis, serré, touffu, humide, coincé entre de vieux murs, un bois en miniature, deux hectares de chênes, domaine des araignées et des serpents. »
De 1936 à 1938, il vit à Paris, boulevard Richard-Wallace. Il livre notamment des reportages pour Voilà, le Courrier royal ou France-Soir.
Début 1938, il loue la villa Agnès à La Rochelle, avant d’acheter en août 1938 « une simple maison des champs » à Nieul-sur-Mer. Son premier fils, Marc Simenon, y naît en 1939. Dans Le Haut Mal (publié en 1933), l'intrigue se déroule principalement à Nieul.
La vision ambiguë que Simenon avait de la région et de la bourgeoisie locale, par exemple dans Maigret a peur, a quelquefois offusqué ses habitants. Toutefois, en 1989 la Ville de La Rochelle lui rend hommage de son vivant, en baptisant de son nom le quai situé en face du bassin des Grands Yachts. Déjà très malade, il n'a pu faire alors le déplacement pour assister à l'inauguration de cette nouvelle voie. En 2003, un autre hommage a lieu en présence de ses fils, Pierre et John Simenon.
La côte de Lumière a été mise en valeur en 2013 dans l'adaptation cinématographique homonyme de La Chambre bleue par Mathieu Amalric car des tournages y ont eu lieu. John Simenon a été producteur associé de ce film, et a contribué à sa réalisation,,,.

### Pendant la guerre, entre 1940 et 1945
Pendant toute la guerre, Simenon continue à vivre en Vendée et en Charente-Maritime, mais cette période, assez mal connue, est sujette à de multiples soupçons.
Représentant de l'État belge auprès des Belges réfugiés, il refuse d'aider ceux d'entre eux qui sont juifs. Non seulement son frère fut volontaire auprès de la Waffen-SS Wallonie, mais de plus, selon certaines personnes, lors de cette période cruciale de sa vie et de son œuvre, l'écrivain aurait été un collaborateur, comme le dit de façon ambiguë Pierre Assouline dans sa biographie consacrée à Simenon, alors que Michel Carly, dans Simenon, les années secrètes – d'après son enquête et les témoignages recueillis – affirme que Simenon n'a pas été un « collabo », mais que, comme beaucoup à cette époque, il a été un peu lâche (afin d'échapper au service militaire, il n'est pas retourné en Belgique ), un peu rusé et opportuniste. Sans aucun sens de l’histoire, il a commis d'« énormes imprudences » en écrivant dans des journaux contrôlés par les Allemands, mais Simenon ne dénonce pas, ne s'engage pas, ne fait pas de politique, seulement de la fiction.
En fait, les accords qu'il a passés avec la firme cinématographique allemande Continental lui valent quelques tracas à la Libération. En 1944, une dépêche de l'AFP, retrouvée à Poitiers, mentionne sa dénonciation pour « intelligence avec l'ennemi » par « certains villageois vendéens exaspérés par la conduite égoïste de cet écrivain affichant l'opulence de son train de vie, à l'époque des tickets d'alimentation. » Par ailleurs, « la Gestapo a soupçonné Simenon d'être juif, tablant sur une confusion entre Simenon et Simon, patronyme d'origine israélite. »
Lors de cette période, Simenon, qui n'est plus libre de ses mouvements, écrit énormément : vingt romans dont seulement trois Maigret. Parmi eux, de nombreux chefs-d'œuvre et paradoxalement, dans l'intrigue de ses romans, la grande présente est la Charente-Maritime, décrite comme « une région lumineuse, impressionniste, où la mer rejoint la terre, un plat pays », comme une lointaine nostalgie de la Belgique.
Simenon passe donc la Seconde Guerre mondiale en Vendée et entretient une correspondance avec André Gide. Son dernier roman écrit en Vendée, Le Cercle des Mahé, a pour thème la crise de la quarantaine.

### En Amérique, de 1945 à 1955

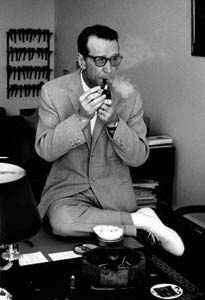
Georges Simenon en 1963.

En 1945, au sortir de la guerre, il fuit la justice française, le Comité national d’épuration des gens de lettres à Paris enquêtant sur ses succès littéraires et cinématographiques sous l'Occupation. Il part s’installer au Canada, dans la contrée laurentienne au nord de Montréal. Avant de partir, il confie les droits d'édition de tous ses livres à Sven Nielsen, fondateur des Presses de la Cité, quittant les Éditions Gallimard, afin de pouvoir mieux gérer son œuvre, notamment la promotion et des droits d'auteur pour l'adaptation de ses romans au cinéma. Lors de son séjour au domaine d'Estérel (Sainte-Marguerite-du-Lac-Masson), développement immobilier de style Art déco réalisé grâce aux investissements du baron Louis Empain, il travaille dans une des Log Cabin (LC5). Il y écrit trois romans, dont Trois chambres à Manhattan.
C'est lors d'un séjour à New York en novembre 1945 qu'il engage en qualité de secrétaire bilingue Denyse Ouimet.  
En 1946, il quitte le Canada pour les États-Unis et notamment pour Hollywood, qui lui faisait des propositions en vue d'adapter ses œuvres à l'écran depuis de nombreuses années. Il s'installe d'abord en Californie, puis en Floride et dans l'Arizona en 1947, à Carmel-by-the-Sea en Californie en 1949, avant de s'établir en juillet 1950 à Lakeville dans le Connecticut, dans une propriété nommée Shadow Rock Farm, dont la grande maison de dix-huit pièces comporte huit chambres à coucher et six salles de bains. Pendant dix années, il parcourt cet immense continent en voiture. Afin d’assouvir sa curiosité et son appétit de vivre, il visite intensément New York, la Floride, l’Arizona, la Californie et toute la côte est, des milliers de miles, de motels, de routes et de paysages grandioses. Il découvre aussi une autre façon de travailler pour la police et pour la justice. 
Le 22 juin 1950, un jour après avoir obtenu le divorce d'avec Régine Renchon, il épouse sa secrétaire bilingue Denyse Ouimet, à Reno dans le Nevada (« parce que c'est le seul endroit où l'on divorce à dix heures du matin et où l'on se remarie à trois heures de l'après-midi du même jour », écrira-t-il plus tard). C'est une Canadienne française originaire d'Ottawa, plus jeune que lui de dix-sept ans. Ils vivent une passion faite de sexe, de jalousie, de disputes et d’alcool, qu'elle évoquera, après leur séparation, dans le roman Le Phallus d'or, publié en 1981 sous le pseudonyme d'Odile Dessane,. Denyse lui donne trois autres enfants, Jean (dit Johnny), Marie-Georges (dite Marie-Jo) et Pierre. 
Pendant les années qu'il passe en Amérique, il écrit quarante-huit livres, dont certains ont atteint dans la traduction anglaise des tirages de 500 000 exemplaires : « Je suis bien en Amérique parce que là-bas, il n'y a pas de cafés littéraires où des intellectuels racontent les romans qu'ils n'écriront jamais. » Dès cette époque, les étudiants en langue française des universités américaines commencent à étudier l'œuvre de Simenon. C'est là qu'il rencontre l'avocat Harry Torczyner avec qui il reste en contact. De ce séjour outre-Atlantique, il garde la sensation d'avoir perdu son « pari américain », sa « bataille américaine ».

### En Suisse, à partir de 1957
En 1952, il est reçu à l’Académie royale de Belgique et il revient définitivement en Europe le 18 mars 1955. Après une période mouvementée sur la Côte d'Azur à côtoyer la jet set, il finit par s’installer en Suisse dans le château d'Échandens en 1957. En 1956 il participe à un ballet, La Chambre, pour la Compagnie Roland Petit et raconte, sur une musique de Georges Auric et dans un décor de Bernard Buffet, une histoire policière. Satisfait du travail accompli, il écrit ensuite avec son vieil ami Georges Auric un opéra où il fera chanter des policiers et des mauvais garçons.

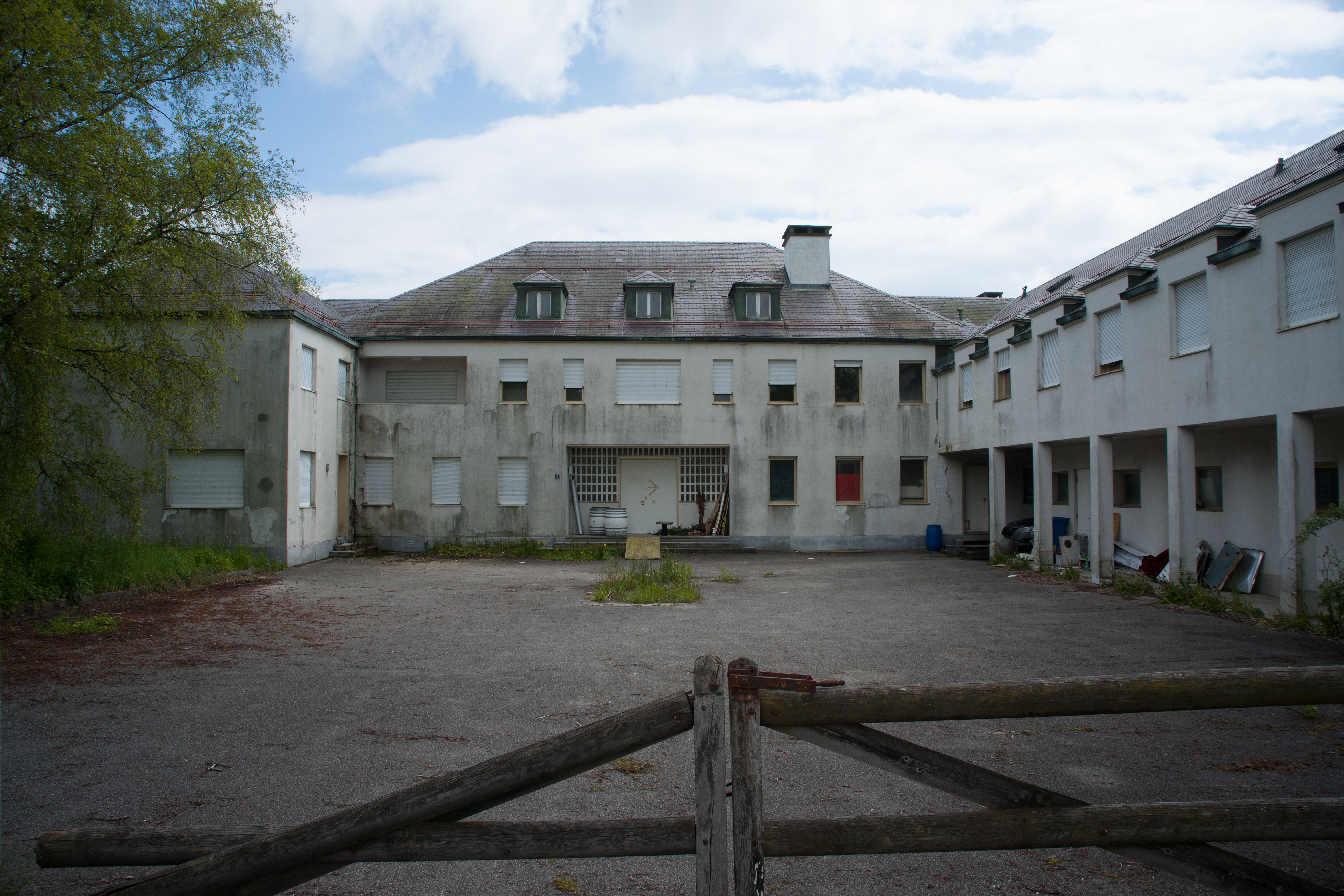
Maison de Simenon à Épalinges, à l'abandon en 2013 et rasée en octobre 2016 (46°33'11" N-6°40'42" E).

En 1958, il est président du jury du festival du film international de Bruxelles, tenu avec un lustre exceptionnel dans le cadre de l'Exposition universelle de Bruxelles et durant lequel seront nommés, pour la première fois dans l'histoire du cinéma, « les douze meilleurs films de tous les temps ».
En 1960, il préside le Festival de Cannes à l'issue duquel fut attribuée la Palme d'Or au film culte La Dolce Vita de Federico Fellini.
En 1963, il s'installe à Épalinges, au nord de Lausanne, où il se fait construire une vaste demeure. Sa femme Denyse, qui sombre dans l'alcool et la dépression (comme sa fille Marie-Jo), quitte la maison, le laissant seul avec ses enfants.

### Les dix-sept dernières années, de 1972 à 1989
En 1972, Simenon, qui a soixante-neuf ans, renonce au roman mais n’en a pas fini avec l’écriture et l’exploration des méandres de l’homme, à commencer par lui-même. Il rédige une longue autobiographie de vingt-et-un volumes, dictant tout sur un petit magnétophone : 

« Des idées, je n’en ai jamais eu. Je me suis intéressé aux hommes, à l’homme de la rue surtout, j’ai essayé de le comprendre d’une façon fraternelle… Qu'ai-je construit ? Au fond, cela ne me regarde pas. »

En 1974, il quitte Épalinges pour vivre modestement, avec Teresa Sburelin, son employée de maison et sa dernière compagne, dans la Maison rose, avenue des Figuiers à Lausanne. Il veut se rapprocher de « l'homme nu » qu'il a toujours cherché à appréhender.
En 1978, le suicide de sa fille Marie-Jo, d'une balle de revolver dans la poitrine à l'âge de vingt-cinq ans, endeuille ses dernières années.
À l'aube du 4 septembre 1989, âgé de quatre-vingt-six ans, Georges Simenon s'éteint à son domicile lausannois ; son corps est incinéré le 6 septembre. La nuit même, Teresa Sburelin disperse ses cendres sur l'herbe du jardin dans l'ombre du cèdre du Liban, les mêlant à celles de sa fille.

## Analyse
À la différence de beaucoup d’auteurs d’aujourd’hui qui essayent de construire l'intrigue la plus complexe possible, comme un jeu d’échecs, Simenon propose souvent une intrigue simple, avec un décor et des personnages forts, un héros attachant d’humanité, obligé d’aller au bout de lui-même, de sa logique.
Le message de Simenon est complexe et ambigu : ni coupables, ni innocents, mais des culpabilités qui s’engendrent et se détruisent dans une chaîne sans fin. Les romans de l’écrivain plongent surtout le lecteur dans un monde riche de formes, de couleurs, de senteurs, de bruits, de saveurs et de sensations tactiles.

« À la gare de Poitiers, où elle avait changé de train, elle n’avait pas pu résister. […] Il faisait vraiment chaud. On était en août et l’express qui l’avait amenée de Paris était bondé de gens qui partaient en vacances. Furtivement, fouillant son sac pour y chercher de la monnaie, elle avait balbutié :

— Servez-m’en un autre. »

— Extrait de Tante Jeanne

Selon le critique Robert Poulet : 

« Presque tous ses récits commencent par cent pages magistrales, auxquelles on assiste comme à un phénomène naturel, et à l’issue desquelles on se trouve infailliblement devant une certaine quantité de matière vivante dont un autre Simenon s’empare alors pour en tirer des surprises et des drames beaucoup moins habilement. »

Il a aussi précisé que Simenon était meilleur dans la peinture des états que dans celle des actions, définissant son univers comme statique.
En dehors du Commissaire Maigret, dont l'essentiel des enquêtes se déroule à Paris, ses meilleurs [non neutre]romans sont basés sur des intrigues situées dans des petites villes de province, où évoluent de sombres personnages à l’apparence respectable, mais qui ourdissent de ténébreuses entreprises, dans une atmosphère sournoise et renfermée, dont les meilleurs exemples sont les romans Les Inconnus dans la maison et Le Voyageur de la Toussaint, mais aussi Panique, Les Fiançailles de M. Hire, La Marie du port et La Vérité sur Bébé Donge.

## Simenon l'écrivain, en Belgique et en France

### Simenon en Belgique, 1903-1922: début de carrière
Georges Simenon commence une carrière journalistique en Belgique, en rédigeant des billets d'humeur publiés dans la Gazette de Liége ; celle-ci en publiera plus de 800, le premier s'intitule Hors du poulailler signé « Monsieur le Coq ».
Georges Simenon écrit et publie en 1920 son premier roman intitulé Au pont des Arches (« roman humoristique des mœurs liégeoises ») tiré à 1 500 exemplaires (Imprimerie Bénard - Liège). Puis, en 1921, il écrit son « second roman » humoristico-philosophique : Jehan Pinaguet, histoire d'un homme simple, qui restera inédit jusqu'en 1991. En 1921, il compose et tire lui-même, sur une des presses de la Gazette, en une douzaine d'exemplaires tout au plus, une plaquette de vingt-quatre pages, Les Ridicules, portraits qu'il dédie à sa fiancée (« À ma Régine pour ses étrennes »).
En 1922 la Gazette de Liége publie le 784e et tout dernier billet quotidien (Causons) de Georges Sim ; le lendemain, paraît son tout dernier article, une chronique théâtrale : « Au Forum, Berthe Bovy, les Liégeois et la presse ».

### Simenon en France dès 1922: une production littéraire abondante
À la fin de l'année 1922, Georges Simenon, âgé de dix-neuf ans, quitte la Belgique pour s'établir en France, à Paris (plus tard en province), et commence une production littéraire abondante. Il écrit environ un millier de contes légers destinés à des publications galantes ou humoristiques et quelque deux cents romans pour collections à bon marché, le tout sous dix-sept pseudonymes. Le plus connu, Georges Sim, l'impose dès 1928 dans le genre policier en même temps que dans les faveurs d'un large public.
En 1930, toute première apparition du commissaire Maigret dans l'œuvre de Simenon, début d'un roman-feuilleton, La Maison de l'inquiétude, signé Georges Sim, puis il crée « le personnage de Maigret » qui le rendit universellement célèbre.
Il parcourt l'Europe et l'Afrique, et produit des reportages pour la grande presse. De 1945 à 1955, il vit en Amérique (Canada, États-Unis). De retour en Europe, il se fixe définitivement en Suisse romande : à Échandens, à Épalinges, puis à Lausanne (1957).

### La consécration institutionnelle à Paris puis à Liège
Pour Jean-Louis Dumortier, directeur du centre d'études Georges Simenon :

« La consécration lui viendra […] notamment de l'université de Liège, aux alentours des années 1970. Et cette reconnaissance académique est manière d'appropriation. Les travaux que l'écrivain suscite en Belgique à cette époque et depuis lors sont autant d'actes de revendications, de récupération : la Wallonie se rattache au fils prodige […] loin de résister à la manœuvre, Simenon […] l'a encouragée par un geste dont la signification est évidente. En 1977, il fait don de ses archives littéraires à l'université de Liège où le professeur Maurice Piron, avec ses assistants Jacques Dubois et Jean-Marie Klinkenberg, crée un Fonds et un Centre d'études Georges Simenon consacré à l'écrivain. »

### Des raisons plus fondamentales
On sait que Pedigree (publié en 1945 mais rédigé en 1943) représente une sorte d'autobiographie de Simenon, « le plus grand roman que Liège ait jamais inspiré », a écrit Maurice Piron. Simenon écrivit ce livre sous le choc du diagnostic d'un médecin en 1941 qui lui prédisait n'avoir plus que deux ans à vivre. Maurice Piron retient que plusieurs romans de Simenon comme Le Pendu de Saint-Pholien, La Danseuse du Gai-Moulin, Les Trois Crimes de mes amis sont explicitement liégeois, mais qu'il y a aussi des anomalies dans la description d'autres villes françaises qui s'expliquent par le fait que Simenon décrit en réalité sa ville natale à travers ces localités. Au-delà même des notations concernant les lieux, il y a toute une sociologie qui se relie à la ville natale du romancier. Ce qui amène Piron à conclure :

« Il y a, ainsi, plus qu'une empreinte qu'on parviendrait à localiser, une imprégnation liégeoise subtilement diffuse à travers toute l'œuvre. On peut en trouver l'origine dans l'œuvre elle-même, et à un point précis : c'est de nouveau vers  Pedigree qu'il faut se tourner. Bien qu'il arrive loin dans la chronologie des écrits de l'auteur, Pedigree est réellement la matrice du roman simenonien. »

### Simenon dans la Pléiade
- Georges Simenon, Romans, premier tome, édition de Jacques Dubois et Benoît Denis. Paris, éditions Gallimard, coll. « Bibliothèque de la Pléiade » no 495, 2003, 1 600 pages. Ce volume contient : Le Charretier de la Providence, L'Affaire Saint-Fiacre, Les Fiançailles de M. Hire, Le Coup de lune, La Maison du canal, L'Homme qui regardait passer les trains, Le Bourgmestre de Furnes, Les Inconnus dans la maison, La Veuve Couderc et Lettre à mon juge.
- Georges Simenon, Romans, deuxième tome, Paris, éditions Gallimard, coll. « Bibliothèque de la Pléiade » no 496, 2003, 1 760 pages. Ce volume contient : La neige était sale, Les Mémoires de Maigret, La Mort de Belle, Maigret et l'Homme du banc, L'Horloger d'Everton, Le Président, Le Train, Maigret et les Braves Gens, Les Anneaux de Bicêtre, Le Petit Saint et Le Chat.
- Album Georges Simenon, édition de Pierre Hebey, Paris, Gallimard, coll. « Bibliothèque de Pléiade / Album » no 42, 2003, 317 pages.
- Georges Simenon, Pedigree et autres romans, troisième tome, Paris, éditions Gallimard, coll. « Bibliothèque de la Pléiade » no 553, 2009, 1 744 pages. Ce volume contient : Les Gens d'en face, Les Trois Crimes de mes amis, Malempin, La Vérité sur Bébé Donge, Pedigree, Je me souviens, Les Complices, Les Autres, La Chambre bleue et, dans l'appendice, Lettre à ma mère.

Cette entrée de Simenon dans la célèbre collection est une consécration de son œuvre, présentée notamment par l'un de ses meilleurs spécialistes, le professeur liégeois Jacques Dubois.

### Autres reconnaissances
- En 2005, il est nommé pour le titre du Belg der Belgen (le plus grand Belge). Dans la version flamande il finit à la 77e position, dans la version francophone en 10e position.

- La presse rapproche souvent Simenon de Balzac, mais ce cliché éculé, rejeté par le romancier lui-même, vient d'une citation invérifiable de Marcel Aymé qui aurait dit : « Simenon, c’est Balzac, sans les longueurs. »[59]

- Alain Bertrand, de son côté a dit de Simenon : « [Il] exprime peu pour sous-entendre beaucoup : nivelée jusqu'à l'indigence, sa prose gagne en suggestion ce qu'elle perd en expression. »

## Œuvre de Georges Simenon

### Simenon en chiffres
Ses romans donnent vie à plus de 9 000 personnages dans 1 800 lieux de par le monde, et des lieux qu'il connaît, qu'il a parcourus, mais ce sont d'abord :
- jusqu'en 1929, 200 romans écrits sous 17 pseudonymes différents ;
- de 1929 à 1972 (année où il arrête d'écrire), 192 romans sous son nom propre, dont :
  - 103 épisodes de Maigret (75 romans et 28 nouvelles),
  - 117 romans (qu'il appelait ses « romans durs ») représentant 25 000 pages ;
- 25 ouvrages à caractère autobiographique ;
- 155 nouvelles ;
- les œuvres complètes publiées sous son patronyme en 27 volumes[62] ;
- plus de 500 millions de livres vendus :
  - traduits en 55 langues,
  - publiés dans 44 pays ;
- 187 films basés sur son œuvre, par le cinéma français ;
- des milliers d’articles dans différents journaux ;
- un millier de reportages autour du monde.

### Les pseudonymes de Simenon
- Aramis
- Bobette
- Christian Brulls
- Georges Caraman
- J.-K. Charles
- Germain d’Antibes
- Jacques Dersonne
- Georges d'Isly
- La Déshabilleuse
- Luc Dorsan
- Jean Dorsage, Jean Dossage
- Jean du Perry
- Gemis
- Gom Gut
- Kim
- Georges-Martin-Georges, George Martin-George[63]
- Miquette
- Misti
- Pan
- Maurice Pertuis
- Plick et Plock
- Poum et Zette
- Sandor, Jean Sandor
- G. Sim, Georges Sim, Georges Simm
- Le Vieux Suiveur
- Gaston Vialis, Gaston Viallis, G. Vialio
- G. Violis
- G. Legros Jaques

On a longtemps cru que Max-André Dazergues était un pseudonyme de Simenon.[réf. nécessaire]

### Série desCommissaire Maigret
Le personnage du commissaire Maigret fait sa première apparition en 1929, Simenon publie alors son œuvre dans La Maison de l'inquiétude, dans une série de nouvelles pour Détective, écrites à la demande de Joseph Kessel.
Mais l'un des six premiers romans de la série qu'il propose à l'éditeur Fayard est Pietr-le-Letton (1931), écrit à bord de son yacht l’Ostrogoth. Le commissaire Maigret, silhouette massive, col de velours, chapeau melon et pipe à la bouche, attend un escroc international dans le hall de la gare du Nord. Voici comment Simenon le décrit :

« La charpente était plébéienne. Il était énorme et osseux. Des muscles durs se dessinaient sous le veston, déformaient vite ses pantalons les plus neufs. Il avait surtout une façon bien à lui de se camper quelque part qui n'était pas sans avoir déplu à maints de ses collègues eux-mêmes. C'était plus que de l'assurance, et pourtant ce n'était pas de l'orgueil. Il arrivait, d'un seul bloc, et dès lors il semblait que tout dût se briser contre ce bloc, soit qu'il avançât, soit qu'il restât planté sur ses jambes un peu écartées. La pipe était rivée dans la mâchoire. Il ne la retirait pas parce qu'il était au Majestic. Peut-être, au fond, était-ce un parti pris de vulgarité, de confiance en soi ? »

— Extrait de Pietr-le-Letton
Pour lancer ses premiers Maigret, Simenon organise le fameux Bal anthropométrique à l'entrée duquel les empreintes digitales des invités ont été prises.
Son éditeur, après avoir lu les tapuscrits des premiers Maigret, prédit la catastrophe, tout en soutenant la proposition du jeune auteur intimidé dont il doute pourtant du succès :

« 1° Vos romans policiers ne sont pas de vrais romans policiers. Ils ne sont pas scientifiques. Ils ne jouent pas la règle du jeu.

2° Il n'y a pas d'amour, tout au moins d'amour comme on le conçoit dans le roman policier.

3° Il n'y a pas de personnages franchement sympathiques ou de personnages franchement antipathiques. Vos romans ne finissent ni bien ni mal. C'est désastreux.
Ce ne sont pas des romans policiers. Ce n'est pas scientifique. Il n'y a pas de jeune premier ni d'héroïne. Pas de personnage sympathique et cela finit mal puisqu'on ne se marie jamais. Vous n'aurez pas mille lecteurs. »

Lorsque l'écrivain arrêta sa production, son éditeur consterné n'eut de cesse de lui en réclamer d'autres.

### Les «romans durs»
Un certain nombre de romans de Georges Simenon ont constitué des étapes vers le « roman total » et sont qualifiés de « romans durs ».

### Recueils de nouvelles
- 13 Coupables (Les)
- 13 Énigmes (Les)
- 13 Mystères (Les)
- Bateau d'Émile (Le)
- Dossiers de l'agence « O » (Les)
- Exploits de l’inspecteur Sancette (Les)
- Maigret et l'inspecteur malgracieux
- Mauvaise Étoile (La)
- Noël de Maigret (Un)
- Nouvelles Enquêtes de Maigret (Les)
- Nouvelles inattendues
- Nouvelles introuvables
- Petit Docteur (Le)
- Petits Cochons sans queue (Les)
- Rue aux trois poussins (La)
- Sept minutes (Les)
- Signé Picpus

### Autres publications (nouvelles, essais, articles, conférences, mémoires)
- Simenon avant Simenon : Les Exploits de l'inspecteur Sancette (Le Château des Sables Rouges, L. 53, Le Document violet, Les Enquêtes de l'inspecteur Sancette (compilation), Matricule 12 , L'Homme qui tremble, Les Amants du malheur, Katia, acrobate [1931-34]), 1999.
- Œuvres de jeunesse (Jehan Pinaguet, Au pont des Arches, Les Ridicules [1920-21]), 1991.
- Simenon avant Simenon : Yves Jarry détective aventurier [1928-29], 2004.
- Maigret entre en scène (Train de nuit, La Jeune Fille aux perles , La Femme rousse, La Maison de l'inquiétude, L'Homme à la cigarette [1930-33]), 1999.
- Mes apprentissages (À la découverte de la France, À la recherche de l'homme nu, À la rencontre des autres [1931-58]), 1976-89 - reportages.
- Lettre à ma mère, 1974 - voir Archive vidéo.

- Mémoires et Dictées :

- Je me souviens… (1945)[66].
- Le Fond de la Bouteille, (roman western), (1957)
- Quand j’étais vieux (1970).
- Des traces de pas (1975).
- Un homme comme un autre (1975).
- Les Petits Hommes (1976).
- Vent du Nord, vent du Sud (1976).
- À l'abri de notre arbre (1977).
- De la cave au grenier (1977).
- Un banc au soleil (1977).
- Au-delà de ma porte-fenêtre (1978).
- La Main dans la main (1978).
- Tant que je suis vivant (1978).
- Vacances obligatoires (1978).
- Je suis resté un enfant de chœur (1979).
- À quoi bon jurer ? (1979).
- Point-virgule (1979).
- Le Prix d'un homme (1980).
- Les Libertés qu'il nous reste (1980).
- On dit que j'ai soixante-quinze ans (1980).
- Quand vient le froid (1980).
- Destinées (1981).
- Jour et Nuit (1981).
- La Femme endormie (1981).

- Le Roman de l'homme, édition de l'Aire, Lausanne, 1980, 128 pages.
- Mémoires intimes suivis du Livre de Marie-Jo (1981).
- Portrait-souvenir de Balzac (1991) - textes sur des auteurs qu'il admirait.

### Correspondance
- Carissimo Simenon, mon cher Fellini, Cahiers du cinéma, 2003.

## Simenon au cinéma
L’univers de Simenon est relativement statique, mais cela n’a jamais découragé les réalisateurs de cinéma, pourtant « art du mouvement », à porter son œuvre sur grand écran. Plus de cinquante films ont été tournés en France à partir d’une œuvre de Georges Simenon. Des dizaines d’autres ont été tournés par d'autres industries cinématographiques à travers le monde.
Il fut le premier romancier contemporain à être adapté dès le début du parlant avec La Nuit du carrefour et Le Chien jaune, parus en 1931 et portés à l’écran dès 1932.
Mais finalement, les réussites sont assez rares, car, entre la fidélité décevante et la trahison féconde, la ligne de partage est étroite, de nombreux réalisateurs (et des plus prestigieux : Jean Renoir, Maurice Tourneur, Marcel Carné, Henri Verneuil, Henry Hathaway, Claude Autant-Lara, Jean-Pierre Melville, Bertrand Tavernier, Claude Chabrol, etc.) s’y sont essayés avec plus ou moins de succès. Finalement, le choix de l’interprète s’est toujours avéré primordial, surtout pour le célèbre commissaire Maigret, car c’est autour de lui que va se structurer le film, sa personnalité, son humanité et sa présence devant être aussi fortes que l’intrigue.
Les acteurs qui ont interprété, au cinéma, le célèbre commissaire sont : Pierre Renoir, Abel Tarride, Harry Baur, Albert Préjean, Charles Laughton, Michel Simon, Maurice Manson, Jean Gabin, Gino Cervi, Jean Richard, Bruno Cremer, Heinz Rühmann, Rowan Atkinson, Gérard Depardieu.
Jean Gabin et Simenon étaient très amis et l’acteur a tourné un total de dix films adaptés de Simenon, dans lesquels il a su presque faire oublier son passé cinématographique[pas clair] et ses très nombreux rôles de mauvais garçon[réf. nécessaire].

## Simenon à la télévision

### Maigret
Il existe plusieurs séries de téléfilms montrant le commissaire Maigret dans plusieurs pays :
- En France, une mini-série et deux grandes séries ont été tournées :
  - une première série de trois épisodes a été tournée au début des années 1950, avec Maurice Manson dans le rôle de Maigret. En réalité, ces épisodes ont été regroupés et retravaillés, et sont sortis au cinéma sous le titre Maigret dirige l'enquête. En 1960, un téléfilm dramatique, Liberty-Bar, a aussi été réalisé avec Louis Arbessier dans le rôle.
  - la première grande série est celle réalisée, à partir de 1967, avec Jean Richard dans le rôle-titre, rôle qu’il jouera 88 fois en 24 ans (voir ).
  - la seconde, à partir de 1991, avec Bruno Cremer, magistral dans le rôle-titre, rôle qu’il jouera 54 fois en 14 ans[70]. Cette série n'est pas tournée à Paris ou en France mais en République tchèque.
- En Angleterre, quatre séries ont été réalisées :
  - une série de 52 épisodes a été réalisée entre 1960 et 1964, avec Rupert Davies dans le rôle de Maigret ;
  - une deuxième série, entre 1964 et 1968, avec Kees Brusse dans le rôle-titre ;
  - une troisième réalisée en 1991 avec Michael Gambon, sous l'intitulé « Inspector Maigret et Bohler».
  - une quatrième réalisée en 2016 avec Rowan Atkinson.
- En Italie, une série a été réalisée avec Gino Cervi.
- En URSS
- Sorti le 28 décembre 1969, Cécile est morte [71] (en russe : Сесиль умерла) réalisé par Viatcheslav Vladimirovitch Brovkine (ru) avec Boris Tenine dans le rôle de l'inspecteur Maigret.
- En 1973, Maigret et l'Homme du Banc [72] (en russe : Мегрэ и человек на скамейке) réalisé par Viatcheslav Brovkine avec Boris Tenine dans le rôle de l'inspecteur Maigret.
- En 1974, Maigret et la Vieille Dame [73] (en russe : Мегрэ и старая дама) réalisé par Viatcheslav Brovkine avec Boris Tenine dans le rôle de l'inspecteur Maigret.
- Sorti le 13 février 1983, Maigret hésite [74] (en russe : Мегрэ колеблется) réalisé par Viatcheslav Brovkine avec Boris Tenine dans le rôle de l'inspecteur Maigret.
- Sorti le 13 juin 1987, Maigret chez le Ministre [75] (en russe : Мегрэ у министра) réalisé par Viatcheslav Brovkine avec Armen Djigarkhanian dans le rôle de l'inspecteur Maigret.
- Sorti le 10 septembre 1981, Maigret et l'Homme du Banc [76] (en russe : Мегрэ и человек на скамейке) réalisé par Iouri Aronovitch Maliatskine avec Mikhaïl Viktorovitch Danilov (ru) dans le rôle de l'inspecteur Maigret.
- Enfin, aux États-Unis, quelques titres ont été adaptés en téléfilms, dès mai 1950 sur CBS avec Herbert Berghof dans le rôle-titre et en 1952 avec Eli Wallach.

En guest star des séries françaises, on peut retrouver de grands acteurs tels que :
- Catherine Allégret, Michel Blanc, Jean-Pierre Castaldi, Daniel Ceccaldi, Fanny Cottençon, Gérard Depardieu, Jean Desailly, Gérard Desarthe, Dora Doll, Suzanne Flon, Michel Galabru, Ginette Garcin, Roland Giraud, Daniel Gélin, Macha Méril, Simone Valère, Rosy Varte, Marthe Villalonga, et bien d'autres… dans la première série ;
- et Heinz Bennent, Michel Bouquet, Élizabeth Bourgine, Aurore Clément, Arielle Dombasle, Marie Dubois, Renée Faure, Andréa Ferréol, Ginette Garcin, Bernadette Lafont, Odette Laure, Michael Lonsdale, Claude Piéplu, Agnès Soral, Alexandra Vandernoot, Karin Viard et Jean Yanne, et bien d'autres, dans la deuxième série.

### Autres œuvres (liste non exhaustive)
- 1976: Les Anneaux de Bicêtre de Louis Grospierre avec Michel Bouquet et Claude Jade.
- 1977 : Il y a encore des noisetiers de Jean-Paul Sassy avec Jacques Dumesnil.
- 1995 : Le Blanc à lunettes d'Édouard Niermans avec Laurent Grévill.
- 2000 : L'Aîné des Ferchaux de Bernard Stora avec Jean-Paul Belmondo, Samy Naceri et Julie Depardieu.
- 2003 : La Maison du canal d'Alain Berliner, avec Isild Le Besco et Jean-Pierre Cassel.
- 2004 : Feux rouges de Cédric Kahn, avec Jean-Pierre Darroussin et Carole Bouquet.
- 2005 : Le Voyageur de la Toussaint de Philippe Laïk, avec Michel Duchaussoy.
- 2005 : La Tête haute (d'après Le Fils Cardinaud) de Gérard Jourd'hui avec Eddy Mitchell et Ticky Holgado
- 2006 : Les Innocents de Denis Malleval avec Olivier Marchal.
- 2007 : Monsieur Joseph d'Olivier Langlois avec Daniel Prévost.
- 2009 : Jusqu'à l'enfer (d'après La Mort de Belle) de Denis Malleval avec Bruno Solo.
- 2013 : L'Escalier de fer de Denis Malleval avec Laurent Gerra.
- 2013 : Les Complices de Christian Vincent avec Thierry Godard.
- 2015 : La Boule noire de Denis Malleval avec Bernard Campan.
- 2015 : La Mort d'Auguste de Denis Malleval avec Jean-Pierre Darroussin, Antoine Duléry et Bruno Solo.

## Simenon au théâtre
- 1950 : La neige était sale, pièce de théâtre adaptée par Frédéric Dard et Georges Simenon.
- 1993 : Simenon, un homme connu pour sa notoriété, pièce interprétée par Philippe Peters, Philippe Derlet, Jean-Luc Couchard... dans le cadre de l'exposition Tout Simenon au Musée d'art wallon à Liège[77].
- 2005 : Lettre à mon juge, pièce de théâtre adaptée par Robert Benoît.
- 2012 : Lettre à ma mère, pièce de théâtre adaptée par Robert Benoît, avec la collaboration artistique de Natalia Apekisheva.
- 2016 : Le Train, adaptation de Pierre Assouline avec la troupe de la Comédie-Française. Diffusée par France Culture.

## Archives radiophoniques et vidéos
- En 1955, les « Entretiens avec Georges Simenon », série d'émissions radiophoniques animée par André Parinaud.
- Vidéo:Georges Simenon, un dossier des archives de la Télévision suisse romande.
- Sur la piste de Maigret 51 épisodes du commissaire Maigret alias Jean Richard.